# Aldo Dapas
Aldo Dapas (Lussinpiccolo, 31 dicembre 1914 – Verona, 18 novembre 2008) è stato un calciatore e allenatore di calcio italiano, di ruolo centrocampista.

## Carriera
All'inizio della carriera gioca con Monfalcone e Catanzarese in Serie B; passa poi al Taranto, dove colleziona 16 presenze e 2 reti nel campionato 1935-1936, al termine del quale gli jonici retrocedono in Serie C. Dopo un anno al Modena dove disputa 14 gare segnando un gol, torna al Taranto nel frattempo risalito in Serie B, e vi disputa un altro campionato scendendo in campo per 10 volte e segnato 2 gol.
Nel 1938 passa al Siena, disputando quattro campionati cadetti per un totale di 116 presenze e 27 gol.
Gioca infine 14 partite nella travagliata stagione 1942-1943 con la maglia della Palermo-Juventina, esclusa dal campionato alla ventinovesima giornata. Ritorna poi al Siena, che lo pone in lista di trasferimento nel 1945; allenerà i toscani nella stagione 1953-1954.